# طائر التعريشة الذهبي
طائر التعريشة الذهبي (الاسم العلمي: Prionodura newtoniana)، نوع أحادي الطراز من طيور التعريشة. يستوطن كوينزلاند في أستراليا، حيث يقتصر وجوده على منطقة أثيرتون.